# Aksel Rykkvin
Aksel Johannes Skramstad Rykkvin, född 11 april 2003 i Oslo, är en norsk sångare (baryton). Han slog igenom som mycket ung och var i början av sin karriär gossopran, innan han kom in i målbrottet. Han blev på kort tid uppmärksammad för sin röst, och blev bland annat nominerad till "Årets nykomling" på 2017 års Spellemann-pris, Norges motsvarighet till Grammis.

## Biografi
Rykkvin började som barn sjunga i Oslo domkyrkas gosskör och fortsatte som medlem under hela sin soprankarriär. Som medlem i Oslo domkyrkas gosskör fick han sångträning från fem års ålder av sångpedagogen Helene Haarr. Vid tio års ålder gick han med i Barnekören på Den Norske Opera & Ballett.  Då studerade han sång med Marianne Willumsen Lewis, som sin huvudlärare. Efter målbrottet började han uppträda som baryton. Från 2019 studerade han hos sångpedagogen Matthew Mark Marriott. Sedan 2022 studerar han under professor Mark Wildman vid Royal Academy of Music i London.
Rykkvin har ett internationellt rykte, både för sitt album Aksel! Arias By Bach, Händel & Mozart  (2016), för vilket han nominerades till årets nykomling vid Spellemannprisen 2016, och för de solokonserter och operaroller han hade som gossopran. I januari 2017 utsågs han till "Årets musiker" under den nationella delen av ungdomsmästerskapet i musik 2016–2017. Förutom att uppträda i operor har han sjungit med Oslo filharmoniska orkester, och har även uppträtt för statsministern och den norska kungafamiljen.

## Diskografi
- 2016: Aksel! – Arias by Bach, Handel & Mozart[11]